# Alfred Bester
Alfred Bester, född 18 december 1913 i New York, död 30 september 1987, var en amerikansk science fiction-författare, manusförfattare för radio och TV samt serie-stripp och -tidningsförfattare. Han var framgångsrik inom alla sina verksamhetsfält men är mest känd som science fictionförfattare och som den förste som vann Hugopriset (1953) för sin roman The Demolished Man. 1987 utnämndes han till SFWA:S Grand Master, en utnämning som senare bytt namn till Damon Knight Memorial Grand Master Award, för sitt livsverk. Han arbetade en tid med att skriva äventyren i Stålmannen-serietidningarna och andra serier.

### Romaner
- The Demolished Man (1953), på svenska Ensam mot universum (1955)
- Who He? (även som The Rat Race) (1953)
- The Stars My Destination (även som Tiger, Tiger) (1956), på svenska Tigermannen (1973)
- The Computer Connection (även som Extro) (1975), på svenska Datormannen
- Golem100 (1980)
- The Deceivers (1981)
- Tender Loving Rage (1991)
- Psychoshop (med Roger Zelazny) (1998)

### Novellsamlingar
- Starburst (1958) innehåller
  - "Disappearing Act" från 1953
  - "Adam and No Eve" från 1941
  - "Star Light, Star Bright" från 1953
  - "The Roller Coaster" från 1953
  - "Oddy and Id" från 1950 som "The Devil's Invention"
  - "The Starcomber" från 1954 som "5,271,009"
  - "Travel Diary"
  - "Fondly Fahrenheit" från 1954
  - "Hobson's Choice" från 1952
  - "The Die-Hard"
  - "Of Time and Third Avenue" från 1951
- The Dark Side of the Earth (1964) innehåller
  - "Time is the Traitor" (från 1953)
  - "The Men Who Murdered Mohammed" (från 1958) (nominerad till Hugopriset)
  - "Out of This World"
  - "The Pi Man" (från 1959) (nominerad till Hugopriset)
  - "The Flowered Thundermug" (från 1964)
  - "Will You Wait?" (från 1959)
  - "They Don't Make Life Like They Used To" (från 1963)
- An Alfred Bester Omnibus (1968)
- Starlight: The Great Short Fiction of Alfred Bester (1976)
- The Light Fantastic Volume 1: The Short Fiction of Alfred Bester (1976)
- Star Light, Star Bright: The Short Fiction of Alfred Bester, Volume 2 (1976)
- The Light Fantastic Volume 2: The Short Fiction of Alfred Bester (1976)
- Virtual Unrealities (1997) - innehåller berättelserna:
  - "Disappearing Act" (från 1953)
  - "Oddy and Id"
  - "Star Light, Star Bright" " (från 1953, använd som titel på två andra sammanställningar av Bester's noveller)
  - "5,271,009" (från 1954)
  - "Fondly Fahrenheit" (från 1954)
  - "Hobson's Choice" (från 1952)
  - "Of Time and Third Avenue" (från 1952)
  - "Time is the Traitor" (från 1953)
  - "The Men Who Murdered Mohammed" (från 1958) (nominerad till Hugopriset)
  - "The Pi Man" (från 1959) (nominerad till Hugopriset)
  - "They Don't Make Life Like They Used To" (från 1963)
  - "Will You Wait?" (från 1959)
  - "The Flowered Thundermug" (från 1964)
  - "Adam and No Eve" (från 1941)
  - "And 3 1/2 to Go" (fragment - tidigare opublicerat)
  - "Galatea Galante" (från 1979)
  - "The Devil Without Glasses" (tidigare opublicerat)
- Redemolished (2000) - Innehåller novellerna:
  - "The Probable Man"
  - "Hell is Forever"
  - "The Push of a Finger"
  - "The Roller Coaster"
  - "The Lost Child"
  - "I'll Never Celebrate New Year's Again"
  - "Out of This World"
  - "The Animal Fair"
  - "Something Up There Likes Me"
  - "The Four-Hour Fugue"
    - Innehåller även tre skönlitterära artiklar publicerade i Holiday:

  - "Gourmet Dining in Outer Space"
  - "Place of the Month: The Moon"
  - "The Sun"
    - Innehåller även fyra essäer:

  - "Science Fiction and the Renaissance Man", en föreläsning hållen vid University of Chicago 1957. De övriga föreläsarna var Cyril Kornbluth, Robert A. Heinlein och Robert Bloch.
  - "A Diatribe Against Science Fiction"
  - "The Perfect Composite Science Fiction Author"
  - "My Affair with Science Fiction"
    - Innehåller även intervjuer med John Huston och Rex Stout, ett samtal med Woody Allen, korta artiklar om Isaac Asimov och Robert A. Heinlein, två raderade prologer och en analys avThe Demolished Man, plus minnesord över Bester skrivet av Isaac Asimov och en introduktion av Gregory S. Benford.

### Facklitteratur
- The Life and Death of a Satellite (1966)

### Annan skönlitteratur
- "Ms. Found In a Champagne Bottle," samlad i The Light Fantastic (1976)

## Utmärkelser
- 1987 SFWA Grand Master Award
- Postumt invald i 2001 års klass av Science Fiction Hall of Fame

Hugopris:
- The Demolished Man - 1953 bästa roman

Hugo-nomineringar:
- "Star Light, Star Bright" - 1954 novell (retro Hugo)
- "The Men Who Murdered Mohammed" - 1959 novell
- "The Pi Man" - 1960 novell
- "The Four-Hour Fugue" - 1975 novell
- The Computer Connection - 1976 roman